# ستانلي مولين
ستانلي مولين (بالإنجليزية: Stanley Mullen)‏ (20 يونيو 1911، كولورادو سبرينغس في الولايات المتحدة - 1974، واشنطن في الولايات المتحدة)؛ فنان وروائي أمريكي.